# Johann Baptist Coronini-Cronberg
Gróf Johann Baptist Coronini-Cronberg (Gorizia, 1794. november 19. – Šempeter pri Gorici, 1880. július 26.) osztrák főtiszt, császári és királyi kamarás, titkos tanácsos, táborszernagy, a 6. gyalogezred tulajdonosa volt. Coronini-Cronberg 1851-től 1859-ig a Szerb Vajdaság és Temesi Bánság kormányzója, 1859. július 28-tól 1860. június 19-ig pedig Horvátország bánja volt.

## Élete
Coronini-Cronberg 1813-ban kadétként csatlakozott az osztrák Pionier hadtesthez, 1814-ben az itáliai Freikorpsnál szolgált Schneider ezredes irányítása alatt, 1824-ben modenai szolgálatba lépett, majd visszatért Ausztriába. Több évig volt Itáliában, századosi rangban, mígnem 1836-ban Ferenc Károly főherceghez rendelték kamarásnak, és kinevezték nevelőnek legidősebb fia mellé, aki később I. Ferenc József néven császár lett. A másik fiát, Károly Lajos főherceget Karl von Morzin gróf tanította. 1837-ben Coronini-Cronberget őrnaggyá, 1843-ban ezredessé léptették elő.
1848. június 26-án vezérőrnaggyá és dandárparancsnokká nevezték ki Dél-Tirolba, ahol az Itáliába vezető hágókat kellett megvédenie, 1849. július 22-én pedig Szlavóniában, illetve Horvátországban szolgált, ahol altábornaggyá léptették elő. Amikor a hadügyminiszter javaslatára a király 1849. december 31-én elrendelte, hogy Temesváron állítsák fel a bánáti-szerb szárazföldi-katonai közigazgatást, amely alá a Temesi Bánság és a Szerb Vajdaság kerül, 1850-ben Coronini-Cronberg altábornagyot nevezte ki első katonai kormányzójának. 1851. február 1-jén első tulajdonosa lett az újonnan alapított 6. számú gyalogezrednek, és ugyanebben az évben a Katonai Iskolák Reformbizottságának elnöke is lett. 1854-ben ő vezényelte azt a megfigyelőhadtestet, amelyet Ausztria a krími háború idején a török-orosz határon állított fel, és amely 1854-ben elfoglalta a dunai Havasalföld és Moldva fejedelemségeket. Az orosz erőket visszavonulásra kényszerítve, csak 1856-ban hagyta el ezt a területet. 

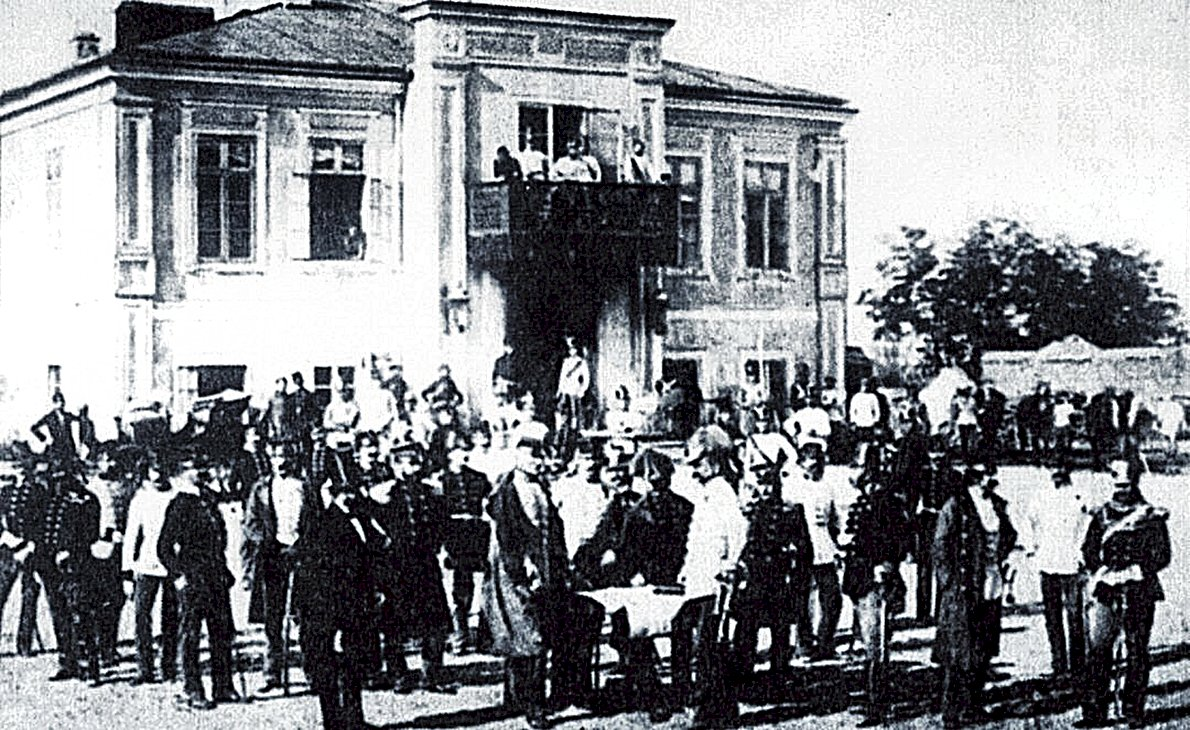
Coronini-Cronberg csapatai Bukarestben a Meitani-ház előtt

Josip Jelačić halála után, 1860. július 19-én horvát bánná nevezték ki. Külföldiként nem sokat törődött a horvátokkal, és gyűlölték. Zágrábba érkezése után kijelentette: „Túl öreg vagyok ahhoz, hogy megtanuljak horvátul, és még ha tudnám is, nem akarnám!”. Coronini erőskezű rezsimet vezetett be, és különösen a fiatalokat üldözte. A tisztviselőknek megtiltotta a népviselet viselését. 1860. április 27-én feloszlatta a Horvát Olvasókört. A király utasítására megerősítette az Államtanácsot, amelynek a Monarchia megszervezését kellett volna tárgyalnia (a munka 1860. május 31-én kezdődött és 1860. szeptember 28-án fejeződött be). Még tanácskozás közben a király rájött, hogy az elégedetlen horvátokat meg kell békítenie, ezért Strossmayer püspök javaslatára 1860. június 19-én báró Josip Šokčević altábornagyot nevezte ki bánná.
Miután 1860. június 19-én, báni tisztségéről való lemondásának napján megkapta a Feldzeugmeister ad honores (tiszteletbeli táborszernagy) címet, 1861. szeptember 1-jén táborszernaggyá léptették elő. Kérésére 1865. április 18-án nyugdíjazták. 15 évvel később a Gorizia melletti Szent Péter kastélyban halt meg. A romániai Coronini község az ő nevét viseli.

## Fordítás
Ez a szócikk részben vagy egészben  a   Johann Baptist Coronini-Cronberg című német Wikipédia-szócikk ezen változatának fordításán alapul.  Az eredeti cikk szerkesztőit annak laptörténete sorolja fel. Ez a jelzés csupán a megfogalmazás eredetét és a szerzői jogokat jelzi, nem szolgál a cikkben szereplő információk forrásmegjelöléseként.